# Articulación zigosfeno-zigantro
La articulación zigosfeno-zigantro (también conocida como cigosfeno - cigantro) es una articulación accesoria entre vértebras, que está presente en numerosos reptiles lepidosauromorfos, es decir lagartos y ofidios. Es una articulación tipo pivote formada por un proceso orientado en dirección cefálica, con forma de cuña, denominado zigosfeno o cigosfeno, el cual encaja en una depresión o fosa situada en la cara posterior (caudal) de la siguiente vértebra, y denominada zigantro (o cigantro). El zigosfeno se ubica entre las precigapófisis en el arco neural de la vértebra, y el zigantro está ubicado entre las postcigapófisis de la misma.
Esta articulación se halla presente en serpientes, lagartos de las familias Lacertidae, Teiidae, Gymnophthalmidae, así como en algunas especies de lagartos de las familias Iguanidae y cordylids. Además, también aparece en muchos grupos fósiles, incluyendo Plesiosauria, Nothosauria y Pachypleurosauria. También en Varanidae fósiles, aunque no está presente en las especies vivientes de lagarto monitor (Varanus).
Esta articulación funciona estabilizando la columna vertebral; en particular, en especies con movimientos ondulatorios laterales acentuados, permite que haya movimientos verticales y horizontales de la columna mientras que previene que ocurran rotaciones de las vértebras entre sí.